# Potts-Modell
Das Potts-Modell ist ein mathematisches Modell, welches das in der statistischen Physik häufig verwendete Ising-Modell verallgemeinert. Auf einem Gitter befinden sich statt Spins mit nur zwei Zuständen, wie im Ising-Modell, Variablen mit {\displaystyle q} verschiedenen Zuständen. Im einfachsten Fall beschränkt sich die Wechselwirkung auf benachbarte Gitterplätze.
Angewendet wird dieses Modell unter anderem, außer in der statistischen Physik (insbesondere beim Studium von Phasenübergängen), auch in der Informatik (Signalverarbeitung) und der Biologie (neuronale Netze). Das Modell wurde nach Renfrey Potts benannt, welcher das Modell 1951 in seiner Dissertation definierte. Einen Spezialfall behandelten schon 1943 Julius Ashkin und Edward Teller. Einen Überblick zu Geschichte und Analyse des Modells gibt ein Übersichtsartikel von Fa-Yueh Wu aus dem Jahr 1982.

## Definition
Die Unterscheidung von planarem und Standard-Potts-Modell stammt von Cyril Domb (1974).

### Planares Potts-Modell
Das Potts-Modell besteht aus einem {\displaystyle d}-dimensionalen Gittergraphen {\displaystyle L(V,E)}, z. B. einem zweidimensionalen Rechteckgitter, einer Menge von Knotenbelegungen {\displaystyle S'^{|V|}} (Knotenkonfigurationen) und einem Hamiltonoperator {\displaystyle H'} auf dieser Menge. Jeder Knoten wird belegt mit einem Element aus der Menge
{\displaystyle S'=\{\theta _{s}={\frac {2\pi s}{q}},0\leq s\leq q\}\quad q\in \{2,3,\ldots \}}
Diese können als Punkte auf dem 2-dimensionalen Einheitskreis interpretiert werden und sind die Richtungen, die die „Spins“ auf den jeweiligen Gitterpunkten annehmen können.
Der Hamiltonoperator ist im planaren Potts-Modell (auch Vektor-Potts-Modell oder Uhren-Modell, clock model) gegeben durch
{\displaystyle H'(\sigma )=J_{1}\sum _{\langle i,j\rangle \in E}\cos(\theta _{s_{i}}-\theta _{s_{j}}),\quad \sigma =(\theta _{s_{1}},\theta _{s_{2}},\dots )\in S'^{|V|}.}
Summiert wird über alle benachbarten Knoten {\displaystyle \langle i,j\rangle } für {\displaystyle i,j\in V}. Die Kopplungskonstante {\displaystyle J_{1}} beschreibt die Wechselwirkung zwischen Spins auf den benachbarten Knoten.

### Standard-Potts-Modell
Alternativ zum gerade beschriebenen planaren Potts-Modell gibt es das Standard-Potts-Modell (oder einfach: Potts-Modell). Dabei werden die Knoten belegt mit Elementen aus der Menge
{\displaystyle S=\{0,1,\dots ,q\}}.
Der Hamiltonoperator ist hier gegeben durch
{\displaystyle H(\sigma )=-J\sum _{\langle i,j\rangle \in E}\delta (s_{i},s_{j}),\quad \sigma =(s_{1},s_{2},\dots )\in S^{|V|},}
wobei {\displaystyle \delta } das Kronecker-Delta ist.
Das heißt, falls zwei benachbarte Knoten verschiedene Werte der Spins besitzen, verschwindet der entsprechende Summand. Das negative Vorzeichen von {\displaystyle J} ist eine Konvention, motiviert vom Ising-Modell. Das Standard-Potts-Modell ist ferromagnetisch für {\displaystyle J>0} und antiferromagnetisch für {\displaystyle J<0}.

## Verhältnis zu anderen statistischen Modellen

### Allgemeine Version
Auf dem Gittergraphen {\displaystyle L(V,E)} mit der Menge der Knotenbelegungen {\displaystyle \{1,2,\dots ,q-1\}^{|V|}} kann eine allgemeinere Version des Potts-Modells definiert werden:
{\displaystyle H(\sigma )=-\sum _{\langle i,j\rangle \in E}J_{ij}\delta (s_{i},s_{j})-\beta ^{-1}\sum _{i\in \{1,2,\dots \,|V|\}}h_{i}s_{i},\quad \sigma =(s_{1},s_{2},\dots )\in S^{|V|}.}
Im Unterschied zum ursprünglichen Modell variiert die Wechselwirkung zwischen den benachbarten Knoten. Außerdem kann ein äußeres Feld ergänzt werden:
{\displaystyle -\beta ^{-1}\sum _{i\in \{1,2,\dots ,|V|\}}h_{i}s_{i}}
Hierbei ist wie üblich {\displaystyle \beta ={\tfrac {1}{k_{\mathrm {B} }T}}} mit der Boltzmann-Konstanten {\displaystyle k_{\mathrm {B} }} und der Temperatur {\displaystyle T}.
Die Wechselwirkungen {\displaystyle J_{ij}} müssen nicht auf nächstbenachbarte Gitterplätze beschränkt werden. In verdünnten Potts-Modellen gibt es freie Gitterplätze (Gitter-Gas) oder auch Wechselwirkungen verschiedener Stärke. Durch geeignete Randbedingungen können interessante Effekte, wie z. B. Benetzung oder Grenzflächenadsorption, induziert werden.

### Das Ising-Modell als Spezialfall
Setzt man {\displaystyle q=2}, so folgt aus dem Potts-Modell das Ising-Modell.

### Das XY-Modell als Spezialfall
Für {\displaystyle q\to \infty } erhält man das XY-Modell, welches wiederum als Spezialfall des N-Vektor-Modells mit {\displaystyle N=2} verstanden werden kann. Betrachtet man das planare Potts-Modell, so ist der Zustandsraum der Spins keine endliche Teilmenge des Einheitskreises, sondern der ganze 2-dimensionale Einheitskreis.

### Ashkin-Teller-Modell
Das Ashkin-Teller-Modell ist das planare Potts-Modell mit {\displaystyle q=4} Zuständen.

### Sonstige
Es gibt auch Verbindungen zum Heisenberg-Modell, N-Vektor-Modell, (ice-rule-)Vertex-Modellen und zur Perkolationstheorie (zuerst von P.W. Kasteleyn und C.M. Fortuin 1969 für Bond-Perkolation, später auch für Site-Perkolation).
Das Kirchhoffsche Gesetz für Netzwerke aus linearen Widerständen ergibt sich als {\displaystyle q=0} Grenzwert des Potts-Modells (Kasteleyn, Fortuin 1972).

## Diskussion
Potts betrachtete das planare Modell und konnte ähnlich wie beim Ising-Modell mit Kramers-Wannier-Dualität den kritischen Punkt bestimmen für das Rechteckgitter und {\displaystyle q=2,3,4}. Am Ende seiner Arbeit gab er den kritischen Punkt des Standard-Potts-Modells für alle {\displaystyle q}.
Das planare und das Standard-Modell sind identisch für {\displaystyle q=2} (Ising-Modell) mit {\displaystyle J=2J_{1}} und für {\displaystyle q=3} mit {\displaystyle J={\tfrac {3}{2}}J_{1}}. Außerdem ist das planare Modell mit {\displaystyle q=4} für beliebige Gitter auf das Modell mit {\displaystyle q=2} reduzierbar. Für {\displaystyle q>4} gibt es dagegen keine offensichtlichen Bezüge zwischen dem planaren und dem Standard-Modell.
Auf einem zweidimensionalen Gitter hat das Potts-Modell mit {\displaystyle J>0} einen Phasenübergang erster Ordnung für {\displaystyle q>4} und ansonsten einen kontinuierlicher Phasenübergang (2. Ordnung) wie beim Isingmodell ({\displaystyle q=2}) (Rodney Baxter 1973, 1978). Baxter benutzte dabei die Identifizierung des zweidimensionalen Potts-Modells mit dem Ice-rule-Vertexmodell durch Temperley und Elliott Lieb (1971 für ein Gitter aus Quadraten).
Das eindimensionale Potts-Modell ist exakt lösbar (mit Hilfe der Transfer-Matrix-Methode) und ebenso das zweidimensionale Modell mit Wechselwirkungen zwischen benachbarten Gitterplätzen. Im Allgemeinen liefern insbesondere Monte-Carlo-Simulationen und die Renormierungsgruppentheorie verlässliche Ergebnisse.

## Potts-Maß
Mit der Hamilton-Funktion wie oben
{\displaystyle H(\sigma )=-J\sum _{\langle i,j\rangle \in E}\delta (s_{i},s_{j}),\quad \sigma =(s_{1},s_{2},\dots )\in S^{|V|}.}
und der üblichen Definition der Zustandssumme {\displaystyle Z}
{\displaystyle Z(\beta )=\sum _{\sigma \in S^{|V|}}e^{-\beta H(\sigma )},\quad \beta \in {]0,\infty [}.}
kann man das Potts-Maß {\displaystyle \pi } definieren, das als Wahrscheinlichkeitsmaß zu den Boltzmannverteilungen gehört:
{\displaystyle \pi (\sigma )=Z(\beta )^{-1}e^{-\beta H(\sigma )},\quad \sigma \in S^{|V|}.}
Die freie Energie ist wie üblich:
{\displaystyle F(\beta )=-\beta ^{-1}\ln(Z(\beta )),\quad \beta \in {]0,\infty [}.}